# Phares de Dutch Gap Canal
Les phares de Dutch Gap Canal (en anglais : Dutch Gap Canal Lights), étaient des phares situés sur l'île Farrar dans un bras-mort de la James River, entre Hopewell et Richmond dans le Comté de Chesterfield en Virginie. Ils marquaient les extrémités du canal Dutch Gap (en).

## Historique
Les deux premières structures étaient de petites tours à ossature de bois de conception similaire à celle du phare de Jordan Point, ainsi qu'une maison de gardien construite en 1875. La seconde tour a été détruite en décembre 1878 ; le premier phare avait été perdu plus tôt. Les deux ont été remplacés par des lumières sur les poteaux. La maison du gardien a été menacée par l'érosion de la falaise et a été déplacée à l'intérieur des terres en 1890.
En 1910, les lumières ont été remplacées par des lumières fixes. Leur fonction survit, sous une forme moderne, en tant que lumières sur les tours à claire-voie, toutes les deux avec le clignotant vert caractéristique , les chiffres "151" et "155", les numéros de liste de lumières 2-12705 et 2-12735. Les coordonnées indiquées concernent la lumière 151 qui se trouve réellement dans la rivière. La lumière originale était sur la rive au sud.

### Lien connexe
- Liste des phares en Virginie